# Hemiràmfids
Els hemiràmfids (Hemiramphidae) són una família de peixos teleostis d l'ordre Beloniformes, distribuïda per tots els oceans i amb espècies de riu. És un grup germà dels Exocoetidae (peixos voladors).

## Taxonomia
S'han descrit 64 espècies agrupades en 8 gèneres:
- Gènere Arrhamphus (Günther, 1866)
- Gènere Chriodorus (Goode i Bean, 1882) (Goode & Bean, 1882)
- Gènere Euleptorhamphus (Gill, 1859)
- Gènere Hemiramphus (Cuvier, 1816)
- Gènere Hyporhamphus (Gill, 1859)
- Gènere Melapedalion (Fowler, 1934)
- Gènere Oxyporhamphus (Gill, 1864)
- Gènere Rhynchorhamphus (Fowler, 1928)